# Monsieur chasse !
Monsieur chasse ! est un vaudeville en trois actes de Georges Feydeau. Il a été créé le 23 avril 1892 au Théâtre du Palais-Royal à Paris.

## Résumé
1. La situation initiale et les personnages
Léontine est une jeune bourgeoise, épouse de Duchotel. Ce dernier, féru de chasse, la laisse en compagnie de son grand ami, le médecin Moricet. Celui-ci rappelle à la jeune femme un moment d'abandon au cours duquel elle lui a déclaré sa flamme, lors de la mort de sa perruche. Le médecin compte bien tirer parti de cet aveu : on ne dit pas un « je t'aime » sans preuve tangible ! Mais Léontine se refuse, tant que son mari lui est fidèle, elle le sera aussi. Or, elle finit par découvrir que celui-ci lui a menti : il ne va pas à la chasse. Que fait-il pendant ce temps ?
2. Mariage et divorce : entre réflexion et procédés comiques
L'institution du mariage est remise en question : lorsqu'un mari trompe sa femme, celle-ci a-t-elle le droit (voire le devoir !) de se venger en le trompant à son tour ? Cette réflexion sur l'infidélité est cependant un simple procédé de vaudeville, dans cette pièce. Elle crée une tension entre le confort ennuyeux d'une relation officielle et le danger attirant d'une relation officieuse. Léontine franchira-t-elle le pas ?
3. Un titre ambigu
La signification du titre « Monsieur chasse » évolue au fil de la pièce : que signifie réellement qu'un mari va à la chasse ?
Cette recherche est à la source de nombreux retournements de situations comiques. Bien évidemment, « monsieur chasse » parle de tout, sauf de la chasse !

## Contexte de création
Monsieur chasse ! constitue un tournant dans la carrière de Georges Feydeau car cette pièce met fin à une période de disette : Feydeau avait obtenu un franc succès avec sa comédie Tailleur pour dames en 1886.  Mais ses œuvres subséquentes comme Chat en poche en 1888, L'Affaire Édouard en 1889 ou Le Mariage de Barillon (nl) en 1890 sont fraichement accueillies.  Le vent tourne avec Monsieur chasse !.  Créée le 23 avril 1892 au Théâtre du Palais-Royal, qui est un haut lieu du vaudeville de l'époque, la pièce est jouée 114 fois.
L'année 1892 voit la création de deux autres pièces de Feydeau : le vaudeville militaire Champignol malgré lui, dont le succès est encore supérieur à celui de Monsieur chasse !, et Le Système Ribadier, coécrite avec Maurice Hennequin.

## Distribution
| Acteurs et actrices ayant créé les rôles |                         |
| Personnage                               |                         |
| Duchotel                                 | Gilles de Saint-Germain |
| Moricet                                  | Perrée Raimond          |
| Léontine                                 | Berthe Cerny            |

## Adaptations notables
Chevallier et Laspalès ont repris la pièce au théâtre en 2001, en jouant plus sur l'humour de situation que sur la poésie de la pièce originelle.
En 2019, Olivier Schmidt signe une nouvelle adaptation de la pièce pour la compagnie Les Joyeux de La Couronne. Il retranscrit la pièce dans l'univers esthétique des années 1930 et la transforme en vaudeville musical. La pièce est créée le 4 mai 2019 au sein du célèbre Moulin D'Andé en Normandie avant de prendre ses quartiers d'été pour le festival Off d'Avignon au Théâtre Le Verbe Fou.
La distribution est composée de : Julien Hammer (Duchotel), Olivier Schmidt (Moricet), Alexandra Magin (Léontine), Séverine Wolff (Latour), Kévin Maille (Cassagne) et Mickaël Alabergère (Gontran).

### Captation de 1977
La pièce de théâtre montée par Pierre Sabbagh pour l'émission Au théâtre ce soir joué au Théâtre Marigny et diffusée en 1977, bien qu'elle soit plus ancienne, et donc datée en ce qui concerne les acteurs, les voix, propose une lecture différente des personnages : Léontine n'est plus une oie blanche mais une spécialiste de la rhétorique amoureuse.
Distribution :
- Michel Roux : Gustave Moricet
- William Sabatier : Duchotel
- Françoise Fleury : Léontine Duchotel
- Yvonne Gaudeau : la comtesse de Latour du Nord
- Pierre Mirat : Cassagne
- Xavier Van Den Bergh : Gontran
- Edith Albertini : Babette, la soubrette
- Mise en scène : Alain Feydeau

### Captation de 1987
La pièce de théâtre est mise en scène par Yves Pignot et montée au Théâtre de la Porte Saint Martin, avec une distribution prestigieuse comprenant une majorité de comédiens passés par la Comédie-Française ; la première a lieu le 22 juin 1987.
Distribution :
- Roger Miremont : Gustave Moricet
- Jacques Sereys : Duchotel
- Paule Noëlle : Léontine Duchotel
- Lise Delamare : la comtesse de Latour du Nord
- Georges Montillier : Cassagne
- Patrick Courtois : Gontran
- Louis Arbessier : Bridois, commissaire de police
- Marina Moncade : Babette, la soubrette

### Captation de 2003
La pièce de Feydeau a été pour cette adaptation agrémentée de textes ajoutés par le duo comique sans que cela n'altère l'esprit original.
- Philippe Chevallier : Gustave Moricet
- Régis Laspalès : Duchotel
- Lysiane Meis : Léontine Duchotel
- Chrystelle Labaude : la comtesse de Latour du Nord
- Bruno Chapelle : Cassagne
- Sébastien Azzopardi : Gontran
- Hélène Grouchka : Babette, la soubrette
- André Valardy : Commissaire Bridois
- Mise en scène : Yves Di Tullio
- Théâtre du Palais Royal, Paris

### Cinéma
En 1947, Willy Rozier signe une adaptation cinématographique de la pièce avec en vedettes : Frédéric Duvallès, Noëlle Norman et Paul Meurisse